# Харитоново (Сольвичегодське міське поселення)
Харитоново (рос. Харитоново) — селище в Котлаському районі Архангельської області Російської Федерації.
Населення становить 1419 осіб. Входить до складу муніципального утворення Котласький муніципальний округ.

## Історія
До 2022 року входило до складу муніципального утворення Сольвичегодське поселення.

## Населення
| 1970 | 1979  | 1989  | 2002  | 2010  | 2012  |
| ---- | ----- | ----- | ----- | ----- | ----- |
| 4401 | ↘4383 | ↘2152 | ↘1457 | ↘1202 | ↗1419 |